# Joachim Tesche
Joachim Tesche (* 27. Dezember 1978) ist ein deutscher Badmintonspieler.  Er ist der Zwillingsbruder von Thomas Tesche.

## Karriere
Joachim Tesche gewann international unter anderem die Bulgarian International, Welsh International und die Portugal International. In seiner Heimat Deutschland wurde er 2006 mit dem 1. BC Bischmisheim Mannschaftsmeister. In den Einzeldisziplinen konnte er bei den Deutschen Meisterschaften mehrfach Silber und Bronze erringen.

## Sportliche Erfolge
| Saison    | Veranstaltung                                   | Disziplin    | Platz | Name |
| --------- | ----------------------------------------------- | ------------ | ----- | --- |
| 1988      | Schleswig-Holsteinische Einzelmeisterschaft U12 | Herrendoppel | 1     | Joachim Tesche / Thomas Tesche (TSV Berkenthin) |
| 1989      | Schleswig-Holsteinische Einzelmeisterschaft U12 | Herreneinzel | 1     | Joachim Tesche (TSV Berkenthin) |
| 1990      | Schleswig-Holsteinische Einzelmeisterschaft U14 | Herreneinzel | 1     | Joachim Tesche (TSV Berkenthin) |
| 1990      | Schleswig-Holsteinische Einzelmeisterschaft U14 | Herrendoppel | 1     | Joachim Tesche / Thomas Tesche (TSV Berkenthin) |
| 1991      | Schleswig-Holsteinische Einzelmeisterschaft U14 | Herreneinzel | 1     | Joachim Tesche (TSV Berkenthin) |
| 1991      | Schleswig-Holsteinische Einzelmeisterschaft U14 | Herrendoppel | 1     | Joachim Tesche / Thomas Tesche (TSV Berkenthin) |
| 1991/1992 | Deutsche Einzelmeisterschaft U14                | Herreneinzel | 2     | Joachim Tesche (TSV Berkenthin) |
| 1991/1992 | Deutsche Einzelmeisterschaft U14                | Herrendoppel | 2     | Joachim Tesche / Thomas Tesche (TSV Berkenthin) |
| 1992/1993 | Deutsche Einzelmeisterschaft U14                | Herreneinzel | 1     | Joachim Tesche (TSV Berkenthin von 1920) |
| 1992/1993 | Deutsche Einzelmeisterschaft U14                | Herrendoppel | 2     | Joachim Tesche / Thomas Tesche (TSV Berkenthin) |
| 1994/1995 | Deutsche Einzelmeisterschaft U16                | Herrendoppel | 1     | Joachim Tesche / Thomas Tesche (TSV Berkenthin von 1920) |
| 1994/1995 | Deutsche Einzelmeisterschaft U18                | Herrendoppel | 2     | Thomas Tesche / Joachim Tesche (TSV Bergenthin) |
| 1995/1996 | Deutsche Einzelmeisterschaft U18                | Herrendoppel | 2     | Joachim Tesche / Thomas Tesche (TSV Berkenthin) |
| 1996/1997 | Deutsche Einzelmeisterschaft U18                | Mixed        | 2     | Joachim Tesche (TSV Berkenthin) / Kathrin Piotrowski (PSV Gelsenkirchen) |
| 1996/1997 | Deutsche Einzelmeisterschaft U18                | Herrendoppel | 1     | Joachim Tesche / Thomas Tesche (TSV Berkenthin von 1920) |
| 1997      | Junioren-Europameisterschaft                    | Herrendoppel | 3     | Joachim Tesche / Thomas Tesche |
| 1998      | Welsh International                             | Herrendoppel | 1     | Joachim Tesche / Jean-Philippe Goyette |
| 1998/1999 | Deutsche Einzelmeisterschaft                    | Mixed        | 3     | Joachim Tesche / Anja Weber (TuS Wiebelskirchen / Südring Berlin) |
| 1998/1999 | Deutsche Einzelmeisterschaft                    | Herrendoppel | 2     | Sebastian Ottrembka / Joachim Tesche (TuS Wiebelskirchen) |
| 1999      | Bulgarian International                         | Herrendoppel | 1     | Joachim Tesche / Christian Mohr |
| 1999/2000 | Deutsche Einzelmeisterschaft                    | Herrendoppel | 1     | Christian Mohr / Joachim Tesche (FC Langenfeld / TuS Wiebelskirchen) |
| 2000/2001 | Deutsche Einzelmeisterschaft                    | Herrendoppel | 2     | Michael Keck / Joachim Tesche (1. BC Bischmisheim / FC Langenfeld) |
| 2001      | Portugal International                          | Herrendoppel | 1     | Michael Keck / Joachim Tesche |
| 2001/2002 | Deutsche Einzelmeisterschaft                    | Herrendoppel | 2     | Björn Siegemund / Joachim Tesche (VfB Friedrichshafen / FC Langenfeld) |
| 2001/2002 | Deutsche Einzelmeisterschaft                    | Mixed        | 3     | Joachim Tesche / Anne Hönscheid (FC Langenfeld) |
| 2002/2003 | Deutsche Einzelmeisterschaft                    | Herrendoppel | 2     | Joachim Tesche / Jochen Cassel (FC Langenfeld / Post SV Ludwigshafen) |
| 2003/2004 | Deutsche Mannschaftsmeisterschaft               | Mannschaft   | 3     | 1. BC Bischmisheim (Janine Göbbel, Natascha Thome, Colin Haughton, Joachim Tesche, Michael Keck, Carola Bott, Carina Mette, Thomas Tesche, Kristof Hopp, Xu Huaiwen, Michael Fuchs, Nikhil Kanetkar) |
| 2003/2004 | Deutsche Einzelmeisterschaft                    | Herrendoppel | 2     | Joachim Tesche / Jochen Cassel (1. BC Bischmisheim / TuS Wiebelskirchen) |
| 2004/2005 | Deutsche Mannschaftsmeisterschaft               | Mannschaft   | 3     | 1. BC Bischmisheim (Kristof Hopp, Michael Fuchs, Eric Pang, Michael Keck, Thomas Tesche, Joachim Tesche, Nikhil Kanetkar, Xu Huaiwen, Carina Mette)                                                  |
| 2004/2005 | Deutsche Einzelmeisterschaft                    | Herrendoppel | 3     | Thomas Tesche / Joachim Tesche (1. BC Bischmisheim) |
| 2005/2006 | Deutsche Mannschaftsmeisterschaft               | Mannschaft   | 1     | 1. BC Bischmisheim (Eric Pang, Holvy de Pauv, Kristof Hopp, Michael Fuchs, Ville Lang, Thomas Tesche, Joachim Tesche, Kathrin Piotrowski, Xu Huaiwen)                                                |
| 2005/2006 | Deutsche Einzelmeisterschaft                    | Herrendoppel | 3     | Thomas Tesche / Joachim Tesche (1. BC Bischmisheim) |

## Referenzen
Martin Knupp: Deutscher Badminton Almanach, Eigenverlag/Deutscher Badminton-Verband (2003), 230 Seiten
| Personendaten    | Personendaten              |
| ---------------- | -------------------------- |
| NAME             | Tesche, Joachim            |
| KURZBESCHREIBUNG | deutscher Badmintonspieler |
| GEBURTSDATUM     | 27. Dezember 1978          |